# Lorenzo Alvary
Lorenzo Alvary, auch Lorenz Alvari (* 20. Februar 1909 in Debrecen, Ungarn; † 13. Dezember 1996 in New York) war ein ungarisch-amerikanischer Opernsänger (Bass).

## Leben
Der in Ungarn geborene Alvary studierte zuerst Jura in Genf und Budapest, danach Gesang in Mailand und Berlin. Sein Opern-Debüt hatte er 1934 an der Königlichen Oper (Amonasro) in Budapest. 1937 bekam er ein Engagement an der Wiener Staatsoper. 1938 emigrierte er in die USA, wo er 1944 amerikanischer Staatsbürger wurde. In den USA hatte er 1939 sein Debüt an der San Francisco Opera in einer Hauptrolle in Der Rosenkavalier, wohin er bis 1977 regelmäßig zurückkehrte. 1942 bekam er ein Engagement an der Metropolitan Opera in New York sang bevorzugt Mozart-Partien (Liporello), aber auch Kezal  und Ochs bis 1961 und verlängerte dieses von 1962 bis 1972 und nochmals von 1977 bis 1978, wo er im Alter von 69 Jahren seinen Abschied nahm.